# Il gatto venuto dallo spazio
Il gatto venuto dallo spazio (The Cat from Outer Space) è un film del 1978 diretto da Norman Tokar e distribuito dalla Walt Disney Pictures Home Entertainment. È una commedia fantascientifica rivolta a un pubblico giovanile.

## Trama
Un oggetto volante non identificato fa un atterraggio di emergenza sulla Terra e viene preso in custodia da parte del governo degli Stati Uniti. L'occupante del disco volante si rivela essere un gatto alieno di nome Zunar G5/4-7. Dal momento che la nave madre non può inviare una squadra di soccorso il gatto cerca un modo per riparare la nave. Utilizzando uno speciale collare che amplifica i suoi poteri telecinetici e telepatici, segue i militari alla Energy Research Laboratory (ERL), dove sperano di capire come funziona un oggetto trovato sull'UFO. Uno degli scienziati del laboratorio, il Dottor Frank Wilson, attira l'attenzione del gatto per la sua teoria sulla fonte di alimentazione, mentre viene ridicolizzato dal resto del personale.
Il gatto segue Frank nel suo ufficio, dove riceve il soprannome Jack. Un altro scienziato, la Dottoressa Liz Bartlet, entra nell'ufficio di Frank, scocciata dal senso dell'umorismo di Frank, per la sua teoria sulla fonte di alimentazione dell'UFO. Frank cerca di scusarsi, presentandogli Jake e invitandola a cena.
Tornati soli Jake rivela la sua vera natura a Frank, dimostrando le sue capacità e offrendo di scambiare le sue conoscenze avanzate in materia di energia per l'assistenza di Frank. La sera stessa decidono di irrompere nella base militare in cui la nave di Jake è stata portata. Mentre vanno alla base incontrano Liz che è arrivata per l'appuntamento con il suo gatto, Lucybelle; Jack si finge malato per fornire una via di fuga a Frank. Giunti alla nave Frank utilizza un collare di riserva per volare sul tetto della nave e collegare un dispositivo diagnostico. Jack viene a sapere che ha bisogno di un elemento chiamato "Org 12", ma quando Jake rivela il peso atomico dell'elemento, Frank si rende conto che "Org 12" è in realtà l'oro.
Tornati a casa di Frank, questo dice a Jack che servirà una quantità di oro pari a 100000 $ per riparare la nave. Il Dr. Link Norman, un collega di Frank, viene a vedere le corse dei cavalli e partite di football su cui ha scommesso. Jack usa i suoi poteri per aiutare il cavallo di Link a vincere la gara, spingendo Frank a convincere Link ad aiutarli. Tuttavia, Jack viene messo fuori gioco da un veterinario che è stato portato da Liz perché pensava che Jack fosse ancora malato. Frank informa Liz della situazione e il gruppo si dirige verso una sala da biliardo locale in cui Link ha fatto le sue scommesse. Persa l'ultima scommessa per raccogliere i soldi necessari, scommettono su una partita a biliardo con un imbroglione di nome Sarasota Slim. Il primo tentativo di Frank di utilizzare il collare di Jack non riesce, ma Jack riprende conoscenza in tempo per manipolare il gioco finale e vincere il denaro di cui hanno bisogno per acquistare l'oro per la nave spaziale.
Tuttavia, una spia di nome Stallwood, che lavora per una organizzazione criminale comandata da Olympus, ha appreso delle loro attività, così come i militari. Frank e Jack riescono a eludere i militari e raggiungono il disco volante. Liz e Lucybelle vengono catturate da Olympus e dai suoi uomini che richiedono il collare di Jack come riscatto. Jack decide di far partire il disco volante, ma rimanendo sulla Terra, al fine di contribuire a salvare i suoi amici. Dopo un rocambolesco inseguimento Jack e Frank utilizzano un vecchissimo biplano per salvare Liz e Lucybelle dall'elicottero di Olympus. Jake presta giuramento come cittadino degli Stati Uniti.

## Produzione
Il film fu prodotto dalla Walt Disney Productions.

## Distribuzione
Distribuito dalla Buena Vista Distribution, il film uscì nelle sale cinematografiche USA il 30 giugno 1978.

## Critica
Fantafilm definisce l'opera una "tipica commedia in puro stile Disney dove, spesso, gli animali si rivelano attori più convincenti dei colleghi umani e dove il divertimento nasconde un preciso (a volte fastidioso e posticcio) intento educativo", concludendo che si tratta di una fantascienza "tanto diversa da quella imprevedibile, problematica e adulta di Tron o del Buco nero."